# Wolter Lemstra
Wolter Lemstra (Godlinze, 26 juni 1935) is een Nederlands hoogleraar en voormalig politicus. Hij was burgemeester van Hengelo en lid van de Eerste Kamer der Staten-Generaal. Daarvoor maakte hij carrière als ambtenaar. Lemstra is lid van het Christen-Democratisch Appèl.
Van 1975 tot 1981 was Lemstra gemeentesecretaris van de gemeente Amsterdam. Van 1982 tot 1991 was hij secretaris-generaal op de ministeries van achtereenvolgens WVC en VROM en van 1991 tot 1999 was hij burgemeester van de gemeente Hengelo. In 1993 promoveerde hij op een proefschrift over de rol van de secretaris-generaal in het overheidsmanagement.
Van juni 2002 tot april 2003 was Lemstra waarnemend burgemeester in de gemeente Leiden, nadat Jan Postma (PvdA) vervroegd met pensioen was gegaan. Hij vervulde in deze tijdelijke functie een belangrijke rol bij het veranderen van de bestuurscultuur en het verbeteren van de relaties van Leiden met de regiogemeenten.
Lemstra bekleedde een leerstoel als parttime hoogleraar Publiek Private Samenwerking en Public Management aan de Universiteit Twente. Hij was tevens hoogleraar Bedrijfskunde, in het bijzonder het management van de publieke en non-profit organisaties aan de Rijksuniversiteit Groningen.
Wolter Lemstra is de oudere broer van scheikundige Piet Lemstra en de vader van politica Adri Bom-Lemstra.

## Commissie-Lemstra
De commissie-Lemstra werd ingesteld om de wanpraktijken rond de neuroloog Ernst Jansen Steur in het Twentse ziekenhuis Medisch Spectrum Twente (MST) te onderzoeken. De wanpraktijken werden voor het eerst in 2005 aan de kaak gestelde door letselschade-expert Yme Drost. De commissie onder leiding van Lemstra werd ingesteld door het MST zelf.
De uitkomst van het rapport was, dat het Medisch Spectrum Twente (MST) in Enschede de malversaties van neuroloog Ernst Jansen Steur bewust onder de pet heeft gehouden uit angst voor reputatieschade voor het ziekenhuis. Signalen over het disfunctioneren van de medisch specialist werden door collega’s, de medische staf, het zakelijk bestuur van het ziekenhuis, de toezichthouders en de Inspectie voor de Gezondheidszorg niet opgepikt.
Een jaar later deed Lemstra – op verzoek van het MST en na aandringen van de Tweede Kamer – een vervolgonderzoek naar deze affaire. Lemstra II stelde vast dat ook na het vertrek van de neuroloog de gedupeerde patiënten zo'n 5 jaar lang, op meerdere momenten, aan hun lot waren overgelaten.

## Een tweede commissie-Lemstra
Op 13 september 2011 heeft de raad van toezicht van het Maasstad Ziekenhuis een onafhankelijke commissie van externe personen ingesteld die ging onderzoeken hoe de uitbraak van de Klebsiëllabacterie heeft kunnen plaatsvinden. Ook deze commissie stond onder leiding van professor Wolter Lemstra. Het onderzoek moest ook uitwijzen wie de verantwoordelijkheid droeg voor de uitbraak. Op deze manier moest duidelijk worden wie fouten heeft gemaakt en wie daar aansprakelijk voor zouden moeten worden gesteld.
Op 29 maart 2012 maakte deze commissie Lemstra haar conclusies openbaar. Het Maasstad Ziekenhuis in Rotterdam heeft collectief gefaald rond de uitbraak van de multiresistente Klebsiella-bacterie in 2010 en 2011.
"Van meet af aan is op cruciale momenten verzuimd de juiste acties te ondernemen om de uitbraak in te dammen", schrijft de commissie in haar rapport ‘Oog voor het onzichtbare’.
Drie mensen zijn zeer waarschijnlijk overleden aan een infectie veroorzaakt door de bacterie, die voor vrijwel alle antibiotica ongevoelig is. Bij tien sterfgevallen valt niet uit te sluiten dat de bacterie de doodsoorzaak was. Drie microbiologen van het ziekenhuis moesten al voor de tuchtrechter verschijnen na onderzoek van de Inspectie voor de Gezondheidszorg. De commissie doet in haar rapport een reeks aanbevelingen.

- Gemeinsame Normdatei: 172222397
- International Standard Name Identifier: 0000 0001 3963 587X
- Nederlandse Thesaurus van Auteursnamen: 072552808
- Parlement.com: vg09llklfwy9
- Virtual International Authority File: 212317381
- WorldCat: E39PBJkddXHmFwWK8wh4VX3mh3